# Південна Німеччина

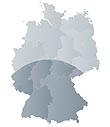
Південна Німеччина

Під поняттям Південна Німеччина (або Верхня Німеччина) зазвичай розуміють частину Німеччини, що лежить на південь від річки Майн (притока Рейну). Це територія земель Баден-Вюртемберг і Баварія, а також південна частина Гессена. 
Іноді до Південної Німеччини відносять також південну частину Пфальцу та Саар, які з 1816 до 1930 року належали Баварії. 
До Другої світової війни під поняттям Південна Німеччина розумілася також Австрія і Німецька Швейцарія.